# Le Vigan (Lot)
Vigan – miejscowość i gmina we Francji, w regionie Oksytania, w departamencie Lot.
Według danych na rok 1990 gminę zamieszkiwały 922 osoby, a gęstość zaludnienia wynosiła 27 osób/km² (wśród 3020 gmin regionu Midi-Pireneje Vigan plasuje się na 361. miejscu pod względem liczby ludności, natomiast pod względem powierzchni na miejscu 238.).